# Mihálygerge
Mihálygerge é um município da Hungria, situado no condado de Nógrád. Tem 11,06 km² de área e sua população em 2015 foi estimada em 568 habitantes.